# Крекінг-установки у Фушуні
Крекінг-установки у Фушуні — складові частини нафтопереробного та нафтохімічного майданчика компанії PetroChina (належить державній China National Petroleum Corporation), розташованого на північному сході країни в провінції Ляонін.
Ще з 1928 року в Фушуні діяв нафтопереробний завод, який на початку 1990-х доповнили установкою парового крекінгу, здатною випускати 120 тисяч тонн етилену на рік. Згодом її потужність довели до 150 тисяч тонн, а у 2012-му запустили другу, значно більшу установку з показником у 800 тисяч тонн. Використання як сировини для піролізу газового бензину також дозволяє продукувати великі кількості інших, аніж етилен, ненасичених вуглеводнів — бутадієну (160 тисяч тонн) та пропілену.
Отриманий етилен спрямовують на виробництво поліетилену високої щільності та лінійного поліетилену низької щільності (всього 940 тисяч тонн на рік), а також оксиду етилену та етиленгліколю (40 тисяч тонн). Пропілен необхідний для полімеризації у поліпропілен (390 тисяч тонн) та продукування акрилонітрилу (92 тисяч тонн). Що стосується фракції С4, то, окрім бутадієну, з неї виділяють 40 тисяч тонн 1-бутену (використовується як кополімер), а ізобутилен спрямовують на виробництво 80 тисяч тонн метилтретинного бутилового етеру (МТВЕ, високооктанова присадка для пального).